# オランダ君主一覧
オランダ君主一覧（オランダくんしゅいちらん）は、オランダが独立して以来の君主の一覧である。ネーデルラント連邦共和国の総督（統領）は厳密には君主とは言えないがここで扱う。

## 概要
オランダは代々オラニエ＝ナッサウ家が統治してきたと言える。連邦共和国の時代には総督職をほぼ世襲し（ウィレム4世からは全州の総督の世襲が正式に認められた）、フランス革命とナポレオン戦争を挟んで、オランダ王国（ネーデルラント王国）の成立後は、国王として現在まで君臨している。
ウィレム3世崩御以降、王子の早世などによってウィルヘルミナ、ユリアナ、ベアトリクスと3代連続で女王が即位し、2013年にウィレム＝アレクサンダーが123年ぶりの男性国王として即位した。
王位継承は、1983年の憲法改正より最長子相続制をとっている。
オランダの君主制の起源は、1559年にスペインのフェリペ2世によって、オラニエ公であるウィリアム1世がオランダ州、ゼーラント州、ユトレヒト州の総督に任命されたことにまでさかのぼることができる。しかし、彼は職を辞め、オランダの反乱のリーダーになった。その結果、1572年に、州総督は彼を反乱を起こしたオランダとゼーラントの両方の州の総督に任命した。オランダの反乱の間、ほとんどのオランダの州は、1581年7月26日にハーグで署名された統治権否認法で独立を宣言した。州総督の決定との適合、オランダ総督の代表的な機能は、反抗的なオランダ北部で廃止された。封建領主自体が廃止されたが、それでもなお、これらの州では事務所が継続され、現在はオランダの7つの共和国に統合されている。ウィリアム1世以降のすべての総督は、彼の子孫または彼の兄弟の子孫から引き出された。彼らは、ナッソーオレンジの孫娘アルベルティーネアグネスの子孫でもあった。
1795年に共和国はフランス共和国に打倒され、バタヴィア共和国に取って代わられた。 1806年、ナポレオンは新共和国を廃止し、弟をオランダの王にした。しかし、1810年にナポレオンはオランダを侵略し、フランスに併合した。 1813年、連合軍はフランス軍を追い出した。オランダ人は、最後の総督の息子であるウィリアム・フレデリックを呼び戻し、新政府を率いる。彼は「主権の王子」と宣言された。 1815年、彼はオランダを王国の地位に引き上げ、ウィリアム1世を宣言した。その後すぐに、オランダ南部、現在はベルギー、ルクセンブルグに王国が拡大した。

## 君主の一覧
| ネーデルラント連邦共和国 (1581–1795)         |                            |                 |                    |                                |              | |
| オラニエ＝ナッサウ家の総督                   |                            |                 |                    |                                |              | |
| 代                                           | 総督                       | 総督            | 家系               | 在位期間                       | 在位期間     | 備考 |
| 1                                            | ウィレム1世                |                 | オラニエ＝ナッサウ | 1581年7月26日 - 1584年7月10日  | 2年 + 350日  | 総督、ナッサウ＝ディレンブルク伯ヴィルヘルム1世とユリアーナ・ツー・シュトルベルクの子息。                                      |
| 2                                            | マウリッツ                 |                 | オラニエ＝ナッサウ | 1585年11月14日 - 1625年4月23日 | 39年 + 160日 | 総督、ウィレム1世とアンナ・ファン・サクセンの子息。                                                                            |
| 3                                            | フレデリック・ヘンドリック |                 | オラニエ＝ナッサウ | 1625年4月23日 - 1647年3月14日  | 21年 + 325日 | 総督、ウィレム1世とルイーズ・ド・コリニーの子息。                                                                              |
| 4                                            | ウィレム2世                |                 | オラニエ＝ナッサウ | 1647年3月14日 - 1650年11月6日  | 2年 + 308日  | 総督、フレデリック・ヘンドリックとアマーリエ・フォン・ゾルムス＝ブラウンフェルスの子息。                                       |
| 第1次無総督時代                              | 第1次無総督時代            | 第1次無総督時代 | 第1次無総督時代    | 1650年11月6日 - 1672年7月4日   |              | |
| 5                                            | ウィレム3世                |                 | オラニエ＝ナッサウ | 1672年7月4日 - 1702年3月8日    | 29年 + 247日 | 総督、イングランド王、スコットランド王。ウィレム2世とメアリー・ヘンリエッタ・ステュアートの子息。                              |
| 第2次無総督時代：1702年3月8日 - 1747年5月4日 |                            |                 |                    |                                |              | |
| 6                                            | ウィレム4世                |                 | オラニエ＝ナッサウ | 1747年5月4日 - 1751年10月22日  | 4年 + 171日  | ネーデルラント連合王国の最初の正式な世襲総督。ヨハン・ウィレム・フリーゾとマリア・ルイーゼ・ファン・ヘッセン＝カッセルの子息。 |
| 7                                            | ウィレム5世                |                 | オラニエ＝ナッサウ | 1751年10月22日 - 1795年1月19日 | -221506日    | ネーデルラント連合王国の世襲総督、ウィレム4世とアンの子息、バタヴィア革命により退位。                                          |

ウィリアム3世が子供を持たずに崩御した時、オラニエ＝ナッサウの父系の祖先は絶滅した。 ネーデルラント共和国の他の州とは対照的に、フリースランド、グロニンゲン、ドレンテは主にナッサウ家からオランダ総督を引き抜いており、オラニエのウィリアムの兄弟であるジョン6世から始まり、さらに母系の祖先がオラニエ＝ナッサウ家。

### ナッサウ家の総督
| 名前                        | 肖像 | 生没年月日                              | 在位開始       | 在位終了       | 備考 | 家系     |
| --------------------------- | ---- | --------------------------------------- | -------------- | -------------- | --- | -------- |
| ヨハン6世                   |      | 1536年11月22日 - 1606年10月8日 (69歳没) | 1578年         | 1581年         | 総督、ナッサウ＝ディレンブルク伯ヴィルヘルム1世とユリアーナ・ツー・シュトルベルクの嫡男、ウィレム1世の弟。                                                               | ナッサウ |
| ウィレム・ローデウェイク    |      | 1560年3月13日 - 1620年5月31日 (60歳没)  | 1584年         | 1620年         | 総督、ヨハン6世とロイヒテンベルクのエリザベス伯爵夫人の子息。 | ナッサウ |
| エルンスト・カシミール1世   |      | 1573年12月22日 - 1632年6月2日 (58歳没)  | 1620年         | 1632年         | 総督、ヨハン6世とロイヒテンベルクのエリザベス伯爵夫人の子息。 | ナッサウ |
| ヘンドリック・カシミール1世 |      | 1612年1月21日 - 1640年7月13日 (28歳没)  | 1632年         | 1640年         | 総督、エルンスト・カシミール1世とゾフィー・ヘートヴィヒ・フォン・ブラウンシュヴァイク＝ヴォルフェンビュッテルの子息。                                                    | ナッサウ |
| ウィレム・フレデリック      |      | 1613年8月7日 - 1664年10月31日 (51歳没)  | 1640年         | 1664年         | 総督、エルンスト・カシミール1世とゾフィー・ヘートヴィヒ・フォン・ブラウンシュヴァイク＝ヴォルフェンビュッテルの子息。                                                    | ナッサウ |
| ヘンドリック・カシミール2世 |      | 1657年1月18日 - 1696年3月25日 (39歳没)  | 1664年 1月18日 | 1696年 3月25日 | 世襲総督、ウィレム・フレデリックとアルベルティーネ・アグネス・ファン・ナッサウの子息、フレデリック・ヘンドリックの女系の孫。                                             | ナッサウ |
| ヨハン・ウィレム・フリーゾ  |      | 1687年8月4日 - 1711年7月14日 (23歳没)   | 1696年 3月25日 | 1711年 7月14日 | 世襲総督、ヘンドリック・カシミール2世とヘンリエッテ・アマーリエ・フォン・アンハルト＝デッサウの子息、長男オラニエ公ウィレム4世(ネーデルラント連合王国の世襲総督)が継承。 | ナッサウ |

## ホラント王国(1806年–1810年)
| 名前    | 肖像 | 生没年月日                              | 在位開始      | 在位終了      | 備考                                                                                 | 家系       |
| ------- | ---- | --------------------------------------- | ------------- | ------------- | ------------------------------------------------------------------------------------ | ---------- |
| ルイ1世 |      | 1778年9月2日 - 1846年7月25日 (67歳没)   | 1806年 6月5日 | 1810年 7月1日 | シャルル・マリ・ボナパルトとマリア・レティツィア・ボナパルトの子息、ナポレオンの弟。 | ボナパルト |
| ルイ2世 |      | 1804年10月11日 - 1831年3月17日 (26歳没) | 1810年 7月1日 | 1810年 7月9日 | ルイ1世とオルタンス・ド・ボアルネの子息。                                            | ボナパルト |

## オランダ公国(1813年–1815年)
| 名前                   | 肖像 | 生没年月日                              | 在位開始       | 在位終了       | 備考 | 家系       |
| ---------------------- | ---- | --------------------------------------- | -------------- | -------------- | --- | ---------- |
| ウィレム・フレデリック |      | 1772年8月24日 - 1843年12月12日 (71歳没) | 1813年 12月6日 | 1815年 3月16日 | 前総督ウィレム5世とヴィルヘルミーネ・フォン・プロイセンの子息、1815年にオランダを王国の地位に引き上げた。 | ボナパルト |

## オランダ王国(1815年–現在)
| 名前                     | 肖像 | 生没年月日                              | 在位開始        | 在位終了        | 備考                                                                  | 家系               |
| ------------------------ | ---- | --------------------------------------- | --------------- | --------------- | --------------------------------------------------------------------- | ------------------ |
| ウィレム1世              |      | 1772年8月24日 - 1843年12月12日 (71歳没) | 1815年 3月16日  | 1840年 10月7日  | 前総督ウィレム5世とヴィルヘルミーネ・フォン・プロイセンの子息 退位    | オラニエ＝ナッサウ |
| ウィレム2世              |      | 1792年12月6日 - 1849年3月17日 (56歳没)  | 1840年 10月7日  | 1849年 3月17日  | ウィレム1世とヴィルヘルミーネ・フォン・プロイセンの子息               | オラニエ＝ナッサウ |
| ウィレム3世              |      | 1817年2月19日 - 1890年11月23日 (73歳没) | 1849年 3月17日  | 1890年 11月23日 | ウィレム2世とアンナ・パヴロヴナの子息                                 | オラニエ＝ナッサウ |
| ウィルヘルミナ           |      | 1880年8月31日 - 1962年11月28日 (82歳没) | 1890年 11月23日 | 1948年 9月4日   | ウィレム3世とエンマ・フォン・ヴァルデック＝ピルモントの息女 退位      | オラニエ＝ナッサウ |
| ユリアナ                 |      | 1909年4月30日 - 2004年3月20日 (94歳没)  | 1948年 9月4日   | 1980年 4月30日  | ハインリヒ・ツー・メクレンブルクとウィルヘルミナの息女 退位           | オラニエ＝ナッサウ |
| ベアトリクス             |      | 1938年1月31日 - (87歳)                  | 1980年 4月30日  | 2013年 4月30日  | ベルンハルト・ファン・リッペ＝ビーステルフェルトとユリアナの息女 退位 | オラニエ＝ナッサウ |
| ウィレム＝アレクサンダー |      | 1967年4月27日 - (58歳)                  | 2013年 4月30日  | 在位中          | クラウス・フォン・アムスベルクとベアトリクスの子息                    | オラニエ＝ナッサウ |